# Bodyguard (Musical)

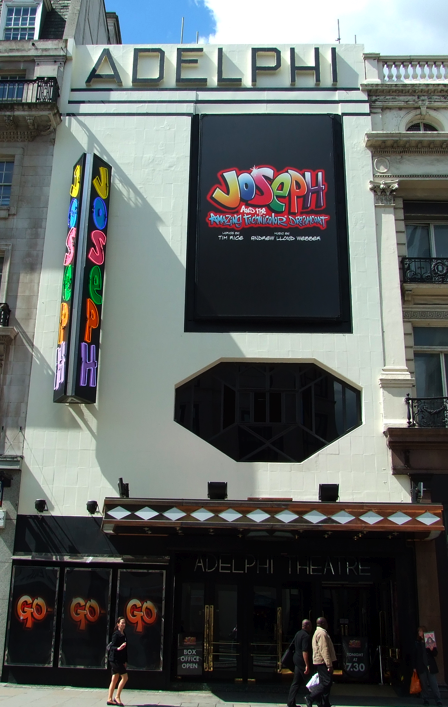
Ort der Uraufführung: Das Adelphi Theatre in London

Bodyguard (Originaltitel: The Bodyguard) ist ein Musical von Alexander Dinelaris (Text), das auf dem gleichnamigen Film Bodyguard aus dem Jahr 1992 basiert. Das Musical feierte am 5. Dezember 2012 im Londoner Adelphi Theatre Premiere und wurde später während einer Tournee im Vereinigten Königreich und hiernach in Utrecht wiederaufgeführt. Am 21. November 2015 startete die deutschsprachige Aufführung im Musical Dome Köln.

## Handlung
Rachel Marron ist eine weltbekannte Sängerin und führt das Leben eines Superstars. Allerdings tritt ein Stalker in Rachels Leben, und sie erhält von ihm Briefe mit Morddrohungen. Als er dann noch in ihre Villa einbricht, wird der Stalker zur Gefahr für sie und ihre Familie. Besonders ihr Sohn Fletcher sorgt sich um seine Mutter. Daher engagiert ihr Management den ehemaligen Geheimagenten Frank Farmer als Bodyguard, der Rachel beschützen soll. Anfangs ist das Verhältnis zwischen den beiden angespannt, weil Rachel mit den strikten Sicherheitsvorkehrungen zunächst nur wenig anfangen kann und sich seinen Regeln widersetzt, doch nach und nach entwickeln die beiden Gefühle füreinander. Als Rachel bei der Oscar-Verleihung auftritt und singt, schießt ihr Stalker auf sie, doch Frank wirft sich vor Rachel, um die Kugel abzufangen.

## Hintergrund
Der Soundtrack des Films Bodyguard war einer der erfolgreichsten überhaupt und verkaufte sich über 44 Millionen Mal. Der Produzent David Ian erhielt von Kevin Costner, einem der Produzenten des Films, und Lawrence Kasdan, dem Drehbuchschreiber des Films, die Aufführungsrechte. Alexander Dinalaris, der später einen Oscar für sein Drehbuch für den Film Birdman bekam, wurde mit der Drehbuchadaption betraut.

## Musik
Das Musical umfasst je nach Produktion eine verschieden große Anzahl von Songs. Zu hören sind die von Whitney Houston interpretierten Hits aus dem Soundtrack zum Film Bodyguard, wie I Will Always Love You, I’m Every Woman, Run to You, Jesus Loves Me, und Queen of the Night. Zudem wurde eine ebenfalls je nach Produktion leicht variierende Liste weiterer Songs von Houston eingebunden, darin enthalten zum Beispiel One Moment in Time, How Will I Know oder I Wanna Dance with Somebody.

## Originalproduktion in London
Die Hauptrolle der Rachel Marron, die der Filmrolle von Whitney Houston im Film Bodyguard entspricht, wurde bei der Premiere mit der Schauspielerin, Sängerin und Tony-Award-Gewinnerin Heather Headley besetzt.
Originalbesetzung
- Rachel Marron: Heather Headley
- Frank Farmer: Lloyd Owen
- Bill Devaney: Ray Shell
- Tony Scibelli: Nicolas Colicos
- Der Stalker: Mark Letheren
- Rory: David Page
- Sy Spector: Sean Chapman
- Nicki Marron: Debbie Kurup
- Douglas: James Wooldbridge
- Terry Minella: Robert Jezek
- Ray Court: Oliver Le Sueur
- Jimmy: Gil Kolirin
- Herb Farmer: Mark McKerracher

## Deutschland

### Deutsche Erstaufführung in Köln
Die deutsche BB Group GmbH sicherte sich frühzeitig die Rechte an einer deutschsprachigen Aufführung des Stoffes und beteiligte sich an den Produktionskosten der Londoner Aufführung des Stückes. Im Oktober 2015 wurde bekannt gegeben, dass darin Patricia Meeden die Hauptrolle der Rachel Marron übernimmt. Die Rolle ihres Bodyguards Frank Farmer wurde mit Jürgen Fischer besetzt. Die deutschsprachige Erstaufführung von Bodyguard feierte am 21. November 2015 Premiere. Die deutsche Übersetzung erfolgte durch Tobias Rohe.
Kreativ-Team
- Regie: Thea Sharrock
- Associate Director: Frank Thompson
- Dance Captain: Emma Hunter
- Assistant Dance Captain: Karl Bowe
- Bühnenbild und Kostüme: Tim Hatley
- Choreographie: Karen Bruce
- Orchestration: Chris Egan
- Production Musical Supervisor & Vocal Arrangements: Mike Dixon
- Musical Supervisor & Additional Vocal Arrangements: Richard Beadle
- Licht-Designer: Mark Henderson
- Sound-Designer: Richard Brooker
- Video-Designer: Duncan McLean

### Produktionswechsel nach Stuttgart
Vom 28. September 2017 bis 14. Oktober 2018 lief Bodyguard im SI-Centrum in Stuttgart.

### Besetzungsliste
| Deutschsprachige Aufführungen | Köln (2015)      | Stuttgart (2017)         | Wien (2018)        | Deutschland Tour (2019)  |
| ----------------------------- | ---------------- | ------------------------ | ------------------ | ------------------------ |
| Rachel Marron                 | Patricia Meeden  | Aisata Blackman          | Patricia Meeden    | Aisata Blackman          |
| Frank Farmer                  | Jürgen Fischer   | Jadran Malkovich         | Jo Weil            | Jo Weil                  |
| Bill Devaney                  | Dennis Kozeluh   | Gabriel Marian Skowerski | Martin Muliar      | Alvin Le-Bass            |
| Tony Scibelli                 | Christian Hauser | Ivan Jurcevic            | Nicolas Tenerani   | John Davies              |
| Der Stalker                   | Tom Viehöfer     | Marc Früh                | Maximilian Ortner  | Christopher Neris        |
| Fletcher                      | N.N.             | N.N.                     | N.N.               | N.N.                     |
| Sy Spector                    | Jadran Malkovich | Markus Düllmann          | Andreas Kammerzelt | Gabriel Marian Skowerski |
| Nicki Marron                  | Tertia Botha     | Zodwa Selele             | Ana Milva Gomes    | Andrea del Solar         |
| Ray Court                     | Lee Rychter      | Alexander Di Capri       | Peter Windhofer    | Marc Früh                |

## Liste der Lieder

### Originalproduktion in London
1. Akt
- Queen of the Night – Rachel Marron
- I'm Your Baby Tonight – Rachel Marron, Fletcher Marron und Ensemble
- Oh Yes – The Stalker and Rachel Marron
- Saving All My Love – Nicki Marron
- So Emotional – Rachel Marron, DJ und Ensemble
- Run to You – Rachel Marron und Nicki Marron
- How Will I Know – Karaoke Girls
- I Will Always Love You – Frank Farmer
- I Have Nothing – Rachel Marron und Nicki Marron

2. Akt
- All the Man That I Need – Rachel Marron und Ensemble
- I’m Every Woman – Rachel Marron und Ensemble
- All at Once – Nicki Marron
- Jesus Loves Me – Nicki Marron, Fletcher Marron und Rachel Marron
- Jesus Loves Me – Rachel Marron und Ensemble
- One Moment In Time – Rachel Marron
- I Will Always Love You – Rachel Marron
- I Wanna Dance with Somebody

### Deutsche Erstaufführung in Köln
Für die Erstaufführung des Musicals in Deutschland wurden die Auswahl und die Reihenfolge der Lieder verändert.
1. Akt
- Queen of the Night – Rachel Marron und Ensemble
- How Will I Know – Rachel Marron, Fletcher Marron und Ensemble
- Greatest Love of All – Rachel Marron
- Saving All My Love – Nicki Marron
- Mayan Medley (Million Dollar Bill/I Wanna Dance With Somebody/So Emotional) – Rachel Marron, DJ und Ensemble
- Run to You – Rachel Marron und Nicki Marron
- Where Do Broken Hearts Go – Karaoke Girls
- I Will Always Love You – Frank Farmer
- I Have Nothing – Rachel Marron und Nicki Marron

2. Akt
- All the Man That I Need – Rachel Marron und Ensemble
- I’m Every Woman – Rachel Marron und Ensemble
- All at Once – Nicki Marron
- Run to You (Reprise) – Nicki Marron
- Jesus Loves Me – Nicki Marron, Fletcher Marron und Rachel Marron
- Jesus Loves Me (Reprise) – Rachel Marron und Ensemble
- One Moment In Time – Rachel Marron
- I Will Always Love You – Rachel Marron
- I Wanna Dance With Somebody

## Auszeichnungen
Das Musical wurde 2013 in vier Kategorien für den Laurence Olivier Award nominiert: Best New Musical, Beste Musicaldarstellerin (Heather Headley), Best Performance in a Supporting Role in a Musical (Debbie Kurup), Best Set Design (Tim Hatley).